# Dušan Bordon

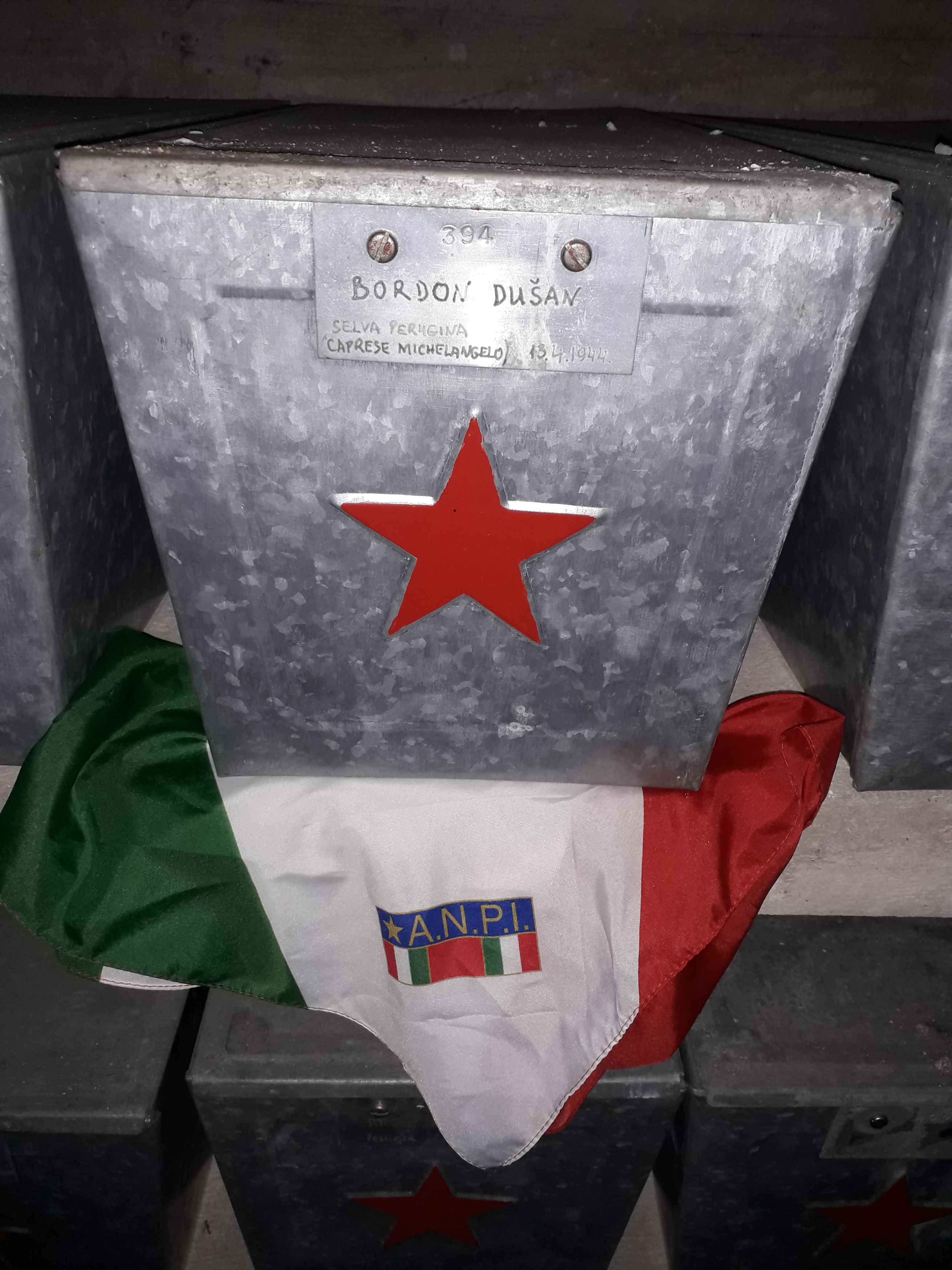
Urna con i resti di Dušan Bordon presso il Sacrario degli Slavi di Sansepolcro

Dušan Bordon (Trieste, 16 dicembre 1920 – Caprese Michelangelo, 13 aprile 1944) è stato un partigiano jugoslavo, ucciso in combattimento in Italia.

## Biografia

### Infanzia e giovinezza
Nato a Trieste da genitori istriani, dopo l'avvento del fascismo si trasferisce con la famiglia nel Regno di Jugoslavia, prima a Ptuj e poi a Lubiana. Studente di filosofia, approfondisce gli studi sul marxismo-leninismo e si dedica alla diffusione di idee rivoluzionarie.
Dal 1938 avvia la pubblicazione del giornale Gioventù slovena (Slovenska Mladina, poi soppressa nel 1940), dove scrive sotto vari pseudonimi.

### Gli anni della guerra
Dopo l'occupazione italiana della Slovenia entra a far parte di una brigata volontaria di studenti in Croazia, mentre più tardi rientra in clandestinità a Lubiana e raccoglie armi per la resistenza. Il 2 luglio 1941 viene arrestato dalla polizia fascista insieme al fratello Rado.
Inizialmente i due vengono incarcerati a Lubiana e poi trasferiti in Italia. Nel luglio 1943 vengono entrambi deportati nel campo d'internamento di Renicci.

### La Brigata Garibaldi
Dopo l'Armistizio di Cassibile e l'abbandono del campo da parte dei soldati di guardia, i fratelli Bordon si uniscono alla lotta partigiana nell'Appennino, e Dušan diviene commissario politico della 23ª Brigata Garibaldi "Pio Borri" e comandante del reparto slavi che opera nella zona di Caprese Michelangelo.
Viene ucciso il 13 aprile 1944 in uno scontro a fuoco nei pressi di Caprese Michelangelo, quando il reparto slavi viene attaccato da preponderanti forze fasciste, che pure perderanno dodici uomini. Tra i partigiani, che di qui in avanti opereranno come Plotone guerriglieri slavi Dušan Bordon, muore anche Valentino Marinko.

### Memoria
A Dušan Bordon è intitolata una scuola elementare di Capodistria.